# Närkampen
Närkampen är en svensk dokumentärfilm från 1985 i regi av Mikael Wiström. Filmen var Wiströms långfilmsdebut som regissör.
Filmen spelades in 1983–1984 och skildrar två ungdomar, Anders och Robban, och deras väg in i vuxenlivet. Filmen premiärvisades den 12 april 1985 i Stockholm och fick ett alltigenom positivt mottagande i pressen.

### Fotnoter
1. 1 2  ”Närkampen”. Svensk Filmdatabas. http://sfi.se/sv/svensk-filmdatabas/Item/?itemid=15878&type=MOVIE&iv=Basic&ref=/templates/SwedishFilmSearchResult.aspx?id%3d1225%26epslanguage%3dsv%26searchword%3dn%C3%A4rkampen%26type%3dMovieTitle%26match%3dBegin%26page%3d1%26prom%3dFalse. Läst 17 maj 2013.